# Devecseri Sándor
Devecseri Sándor (Csepel, 1919. február 24. – Budapest, 1996. augusztus 17.) magyar bajnok labdarúgó, csatár.

## Pályafutása
Devecseri István gyári munkás és Németh Zsuzsanna fiaként született.
1938 nyarán igazolt a Csepeli MOVE-ból az Újpestbe. 1939 szeptemberétől a Csepel labdarúgója volt. 1942 júliusában átadólistára tette a Csepel. Ezt követően a Vasasban szerepelt. 1943 nyarán a Zuglói SE csapatához szerződött. 1945 májusában visszatért Csepelre, ahol újabb két bajnoki bronzérmet szerzett a csapattal. 1946 és 1948 között a Vasas együttesében szerepelt és egy bronz-, majd egy ezüstérmet szerzett az angyalföldi csapattal.
Az 1950-es évektől az 1970-es évek közepéig a Csepel SC labdarúgó szakosztályának vezetője volt. Fia ifj. Devecseri Sándor a Csepel, a Székesfehérvári MÁV és a Rába ETO kapusa volt.

## Sikerei, díjai
- Magyar bajnokság
  - 1.: 1941–42
  - 2.: 1947–48
  - 3.: 1945-tavasz, 1945–46, 1946–47